# Mexicali Challenger 1981
Il Mexicali Challenger 1981 è stato un torneo di tennis facente parte della categoria ATP Challenger Series nell'ambito dell'ATP Challenger Series 1981. Il torneo si è giocato a Mexicali in Messico dal 6 al 12 maggio 1981 su campi in cemento.

## Vincitori

### Singolare
Jim Delaney ha battuto in finale  Ross Case con il punteggio di 6–3, 5–7, 7–5

### Doppio
Syd Ball /  Ross Case hanno battuto in finale  John James /  Sashi Menon con il punteggio di 6–3, 6–3